# Menatalligator
Menatalligator — вимерлий моновидовий рід алігаторових крокодилів. Було знайдено скам'янілості еоценового віку в місцевості в комуні Менат у департаменті Пюї-де-Дом у Франції. Тип і єдиний вид, названий у 1937 році, M. bergouniouxi.
Шари, з яких були знайдені останки Менаталігатора, є частиною Chaîne des Puys, вулканічно активного ланцюга гір у Центральному масиві. Вважається, що родовище утворилося через відкладення відкладень у водоймі, яка заповнила вулканічний кратер у ранньому еоцені (іпр). Викопні риби, такі як Amia valenciennense і Thaumaturus, були знайдені в тих же шарах, що й Menatalligator, і, швидше за все, складали частину його раціону.